# Corrida em Busca do Amor
Corrida em Busca do Amor é um filme brasileiro, de 1972, do gênero comédia, dirigido por Carlos Reichenbach.

## Enredo
Dois grupos de rapazes lutam para conquistar a taça de uma corrida automobilística. 

## Elenco
- David Cardoso
- Gracinda Fernandes
- Vic Barone
- Dick Danello
- Luiz Carlos Clay
- Tuska
- Toni Ricardo
- Carlos Bucka
- Carlos Reichenbach Filho
- Vitoria Twardowska
- Cavagnole Neto